# Calileptoneta sylva
Calileptoneta sylva là một loài nhện trong họ Leptonetidae.
Loài này thuộc chi Calileptoneta. Calileptoneta sylva được Ralph Vary Chamberlin & W. Ivie miêu tả năm 1942.